# Nato per vincere
Nato per vincere (The Boy in Blue) è un film del 1986 diretto da Charles Jarrott.
Il film è basato sulla vita del canottiere Ned Hanlan.

## Trama
Ned Hanlan, un giovane canottiere irrequieto e indisciplinato, viene notato da Bill, un giocatore d'azzardo che promuove il ragazzo e cerca di lanciarlo nel circuito nazionale di canottaggio.
Il ragazzo tenterà di vincere la principale gara nazionale nonostante gli ostacoli postigli da Knox, importante e potente manager del settore che punta tutti i suoi averi su un altro concorrente.